# مويز تشومبي
مويز كابون تشومبي (بالفرنسية: Moïse Kapenda Tshombe) (10 نوفمبر 1919 – 29 يونيو 1969) هو رجل أعمال وسياسي كونغولي. شغل منصب رئيس دولة كاتانغا الانفصالية من 1960 و 1963 ورئيساً للوزراء في جمهورية الكونغو الديمقراطية من 1964 إلى 1965.

## روابط خارجية
- مويز تشومبي على موقع IMDb (الإنجليزية)
- مويز تشومبي على موقع الموسوعة البريطانية (الإنجليزية)
- مويز تشومبي على موقع مونزينجر (الألمانية)
- مويز تشومبي على موقع إن إن دي بي (الإنجليزية)